# پر پدرسن (دوچرخه‌سوار)
پر پدرسن (انگلیسی: Per Pedersen؛ زادهٔ ۵ آوریل ۱۹۶۴) دوچرخه‌سوار اهل دانمارک است.